# Palmarès du simple messieurs des Internationaux d'Australie
Pour un article plus général, voir Open d'Australie.
Ce tableau présente le palmarès du simple messieurs des Internationaux d'Australie depuis la première apparition en 1905 d'un tableau de simple masculin au championnat d'Australasie de tennis, prédécesseur de l'actuel Open d'Australie.

## Champions les plus titrés
| Joueur         | Titres | Premier | Dernier |
| Novak Djokovic | 10     | 2008    | 2023    |
| Roy Emerson    | 6      | 1961    | 1967    |
| Roger Federer  | 6      | 2004    | 2018    |
| Jack Crawford  | 4      | 1931    | 1935    |
| Ken Rosewall   | 4      | 1953    | 1972    |
| Andre Agassi   | 4      | 1995    | 2003    |
| James Anderson | 3      | 1922    | 1925    |
| Adrian Quist   | 3      | 1936    | 1948    |
| Rod Laver      | 3      | 1960    | 1969    |
| Mats Wilander  | 3      | 1983    | 1988    |

## Palmarès
| No       | Date       | Nom et lieu du tournoi                   | Catégorie | Dotation      | Surface      | Vainqueur           | Finaliste           | Score                     |         |
| -------- | ---------- | ---------------------------------------- | --------- | ------------- | ------------ | ------------------- | ------------------- | ------------------------- | ------- |
| 1        | ??-11-1905 | Australasian Championships, Melbourne    | G. Chelem | NC $          | Gazon (ext.) | Rodney Heath        | Albert Curtis       | 4-6, 6-3, 6-4, 6-4        |         |
| 2        | 26-12-1906 | Australasian Championships, Christchurch | G. Chelem | NC $          | Gazon (ext.) | Anthony Wilding     | Francis Fisher      | 6-0, 6-4, 6-4             |         |
| 3        | 18-08-1907 | Australasian Championships, Brisbane     | G. Chelem | NC $          | Gazon (ext.) | Horace Rice         | Harry Parker        | 6-3, 6-4, 6-4             |         |
| 4        | 07-12-1908 | Australasian Championships, Sydney       | G. Chelem | NC $          | Gazon (ext.) | Fred Alexander      | Alfred Dunlop       | 3-6, 3-6, 6-0, 6-2, 6-3   |         |
| 5        | ??-11-1909 | Australasian Championships, Perth        | G. Chelem | NC $          | Gazon (ext.) | Anthony Wilding     | Ernie Parker        | 6-1, 7-5, 6-2             |         |
| 6        | 15-03-1910 | Australasian Championships, Adélaïde     | G. Chelem | NC $          | Gazon (ext.) | Rodney Heath        | Horace Rice         | 6-4, 6-3, 6-2             |         |
| 7        | 21-11-1911 | Australasian Championships, Melbourne    | G. Chelem | NC $          | Gazon (ext.) | Norman Brookes      | Horace Rice         | 6-1, 6-2, 6-3             |         |
| 8        | 30-12-1912 | Australasian Championships, Hastings     | G. Chelem | NC $          | Gazon (ext.) | James Cecil Parke   | Alfred Beamish      | 3-6, 6-3, 1-6, 6-1, 7-5   |         |
| 9        | 11-11-1913 | Australasian Championships, Perth        | G. Chelem | NC $          | Gazon (ext.) | Ernie Parker        | Harry Parker        | 2-6, 6-1, 6-2, 6-3        |         |
| 10       | 23-11-1914 | Australasian Championships, Melbourne    | G. Chelem | NC $          | Gazon (ext.) | Arthur O'Hara Wood  | Gerald Patterson    | 6-4, 6-3, 5-7, 6-1        |         |
| 11       | 13-08-1915 | Australasian Championships, Brisbane     | G. Chelem | NC $          | Gazon (ext.) | Gordon Lowe         | Horace Rice         | 4-6, 6-1, 6-1, 6-4        |         |
| 12       | 24-01-1919 | Australasian Championships, Sydney       | G. Chelem | NC $          | Gazon (ext.) | Algernon Kingscote  | Eric Pockley        | 6-4, 6-0, 6-3             |         |
| 13       | 15-03-1920 | Australasian Championships, Adélaïde     | G. Chelem | NC $          | Gazon (ext.) | Pat O'Hara Wood     | Ron Thomas          | 6-3, 4-6, 6-8, 6-1, 6-3   |         |
| 14       | 26-12-1921 | Australasian Championships, Perth        | G. Chelem | NC $          | Gazon (ext.) | Rhys Gemmell        | Alf Hedeman         | 7-5, 6-1, 6-4             |         |
| 15       | 01-12-1922 | Australasian Championships, Sydney       | G. Chelem | NC $          | Gazon (ext.) | James Anderson      | Gerald Patterson    | 6-0, 3-6, 3-6, 6-3, 6-2   | Tableau |
| 16       | 11-08-1923 | Australasian Championships, Brisbane     | G. Chelem | NC $          | Gazon (ext.) | Pat O'Hara Wood     | Bert St. John       | 6-1, 6-1, 6-3             | Tableau |
| 17       | 18-01-1924 | Australasian Championships, Melbourne    | G. Chelem | NC $          | Gazon (ext.) | James Anderson      | Richard Schlesinger | 6-3, 6-4, 3-6, 5-7, 6-3   | Tableau |
| 18       | 24-01-1925 | Australasian Championships, Sydney       | G. Chelem | NC $          | Gazon (ext.) | James Anderson      | Gerald Patterson    | 11-9, 2-6, 6-2, 6-3       | Tableau |
| 19       | 23-01-1926 | Australasian Championships, Adélaïde     | G. Chelem | NC $          | Gazon (ext.) | John Hawkes         | Jim Willard         | 6-1, 6-3, 6-1             | Tableau |
| 20       | 22-01-1927 | Australian Championships, Melbourne      | G. Chelem | NC $          | Gazon (ext.) | Gerald Patterson    | John Hawkes         | 3-6, 6-4, 3-6, 18-16, 6-3 | Tableau |
| 21       | 21-01-1928 | Australian Championships, Sydney         | G. Chelem | NC $          | Gazon (ext.) | Jean Borotra        | Jack Cummings       | 6-4, 6-1, 4-6, 5-7, 6-3   | Tableau |
| 22       | 19-01-1929 | Australian Championships, Adélaïde       | G. Chelem | NC $          | Gazon (ext.) | Colin Gregory       | Richard Schlesinger | 6-2, 6-2, 5-7, 7-5        | Tableau |
| 23       | 18-01-1930 | Australian Championships, Melbourne      | G. Chelem | NC $          | Gazon (ext.) | Edgar Moon          | Harry Hopman        | 6-3, 6-1, 6-3             | Tableau |
| 24       | 27-02-1931 | Australian Championships, Sydney         | G. Chelem | NC $          | Gazon (ext.) | Jack Crawford       | Harry Hopman        | 6-4, 6-2, 2-6, 6-1        | Tableau |
| 25       | 08-02-1932 | Australian Championships, Adélaïde       | G. Chelem | NC $          | Gazon (ext.) | Jack Crawford       | Harry Hopman        | 4-6, 6-3, 3-6, 6-3, 6-1   | Tableau |
| 26       | 21-01-1933 | Australian Championships, Melbourne      | G. Chelem | NC $          | Gazon (ext.) | Jack Crawford       | Keith Gledhill      | 2-6, 7-5, 6-3, 6-2        | Tableau |
| 27       | 18-01-1934 | Australian Championships, Sydney         | G. Chelem | NC $          | Gazon (ext.) | Fred Perry          | Jack Crawford       | 6-3, 7-5, 6-1             | Tableau |
| 28       | 05-01-1935 | Australian Championships, Melbourne      | G. Chelem | NC $          | Gazon (ext.) | Jack Crawford       | Fred Perry          | 2-6, 6-4, 6-4, 6-4        | Tableau |
| 29       | 20-01-1936 | Australian Championships, Adélaïde       | G. Chelem | NC $          | Gazon (ext.) | Adrian Quist        | Jack Crawford       | 6-2, 6-3, 4-6, 3-6, 9-7   | Tableau |
| 30       | 22-01-1937 | Australian Championships, Sydney         | G. Chelem | NC $          | Gazon (ext.) | Vivian McGrath      | John Bromwich       | 6-3, 1-6, 6-0, 2-6, 6-1   | Tableau |
| 31       | 21-01-1938 | Australian Championships, Adélaïde       | G. Chelem | NC $          | Gazon (ext.) | Donald Budge        | John Bromwich       | 6-4, 6-2, 6-1             | Tableau |
| 32       | 20-01-1939 | Australian Championships, Melbourne      | G. Chelem | NC $          | Gazon (ext.) | John Bromwich       | Adrian Quist        | 6-4, 6-1, 6-3             | Tableau |
| 33       | 19-01-1940 | Australian Championships, Sydney         | G. Chelem | NC $          | Gazon (ext.) | Adrian Quist        | Jack Crawford       | 6-3, 6-1, 6-2             | Tableau |
| 34       | 19-01-1946 | Australian Championships, Adélaïde       | G. Chelem | NC $          | Gazon (ext.) | John Bromwich       | Dinny Pails         | 5-7, 6-3, 7-5, 3-6, 6-2   | Tableau |
| 35       | 18-01-1947 | Australian Championships, Sydney         | G. Chelem | NC $          | Gazon (ext.) | Dinny Pails         | John Bromwich       | 4-6, 6-4, 3-6, 7-5, 8-6   | Tableau |
| 36       | 16-01-1948 | Australian Championships, Melbourne      | G. Chelem | NC $          | Gazon (ext.) | Adrian Quist        | John Bromwich       | 6-4, 3-6, 6-3, 2-6, 6-3   | Tableau |
| 37       | 22-01-1949 | Australian Championships, Adélaïde       | G. Chelem | NC $          | Gazon (ext.) | Frank Sedgman       | John Bromwich       | 6-3, 6-3, 6-2             | Tableau |
| 38       | 20-01-1950 | Australian Championships, Melbourne      | G. Chelem | NC $          | Gazon (ext.) | Frank Sedgman       | Ken McGregor        | 6-3, 6-4, 4-6, 6-1        | Tableau |
| 39       | 20-01-1951 | Australian Championships, Sydney         | G. Chelem | NC $          | Gazon (ext.) | Dick Savitt         | Ken McGregor        | 6-3, 2-6, 6-3, 6-1        | Tableau |
| 40       | 18-01-1952 | Australian Championships, Adélaïde       | G. Chelem | NC $          | Gazon (ext.) | Ken McGregor        | Frank Sedgman       | 7-5, 12-10, 2-6, 6-2      | Tableau |
| 41       | 08-01-1953 | Australian Championships, Melbourne      | G. Chelem | NC $          | Gazon (ext.) | Ken Rosewall        | Mervyn Rose         | 6-0, 6-3, 6-4             | Tableau |
| 42       | 22-01-1954 | Australian Championships, Sydney         | G. Chelem | NC $          | Gazon (ext.) | Mervyn Rose         | Rex Hartwig         | 6-2, 0-6, 6-4, 6-2        | Tableau |
| 43       | 21-01-1955 | Australian Championships, Adélaïde       | G. Chelem | NC $          | Gazon (ext.) | Ken Rosewall        | Lew Hoad            | 9-7, 6-4, 6-4             | Tableau |
| 44       | 20-01-1956 | Australian Championships, Brisbane       | G. Chelem | NC $          | Gazon (ext.) | Lew Hoad            | Ken Rosewall        | 6-4, 3-6, 6-4, 7-5        | Tableau |
| 45       | 18-01-1957 | Australian Championships, Melbourne      | G. Chelem | NC $          | Gazon (ext.) | Ashley Cooper       | Neale Fraser        | 6-3, 9-11, 6-4, 6-2       | Tableau |
| 46       | 17-01-1958 | Australian Championships, Sydney         | G. Chelem | NC $          | Gazon (ext.) | Ashley Cooper       | Malcolm Anderson    | 7-5, 6-3, 6-4             | Tableau |
| 47       | 16-01-1959 | Australian Championships, Adélaïde       | G. Chelem | NC $          | Gazon (ext.) | Alex Olmedo         | Neale Fraser        | 6-1, 6-2, 3-6, 6-3        | Tableau |
| 48       | 22-01-1960 | Australian Championships, Brisbane       | G. Chelem | NC $          | Gazon (ext.) | Rod Laver           | Neale Fraser        | 5-7, 3-6, 6-3, 8-6, 8-6   | Tableau |
| 49       | 17-01-1961 | Australian Championships, Melbourne      | G. Chelem | NC $          | Gazon (ext.) | Roy Emerson         | Rod Laver           | 1-6, 6-3, 7-5, 6-4        | Tableau |
| 50       | 15-01-1962 | Australian Championships, Sydney         | G. Chelem | NC $          | Gazon (ext.) | Rod Laver           | Roy Emerson         | 8-6, 0-6, 6-4, 6-4        | Tableau |
| 51       | 09-01-1963 | Australian Championships, Adélaïde       | G. Chelem | NC $          | Gazon (ext.) | Roy Emerson         | Ken Fletcher        | 6-3, 6-3, 6-1             | Tableau |
| 52       | 13-01-1964 | Australian Championships, Brisbane       | G. Chelem | NC $          | Gazon (ext.) | Roy Emerson         | Fred Stolle         | 6-3, 6-4, 6-2             | Tableau |
| 53       | 22-01-1965 | Australian Championships, Melbourne      | G. Chelem | NC $          | Gazon (ext.) | Roy Emerson         | Fred Stolle         | 7-9, 2-6, 6-4, 7-5, 6-1   | Tableau |
| 54       | 21-01-1966 | Australian Championships, Sydney         | G. Chelem | NC $          | Gazon (ext.) | Roy Emerson         | Arthur Ashe         | 6-4, 6-8, 6-2, 6-3        | Tableau |
| 55       | 20-01-1967 | Australian Championships, Adélaïde       | G. Chelem | NC $          | Gazon (ext.) | Roy Emerson         | Arthur Ashe         | 6-4, 6-1, 6-1             | Tableau |
| 56       | 19-01-1968 | Australian Championships, Melbourne      | G. Chelem | NC $          | Gazon (ext.) | Bill Bowrey         | Juan Gisbert        | 7-5, 2-6, 9-7, 6-4        | Tableau |
| Ère Open |            |                                          |           |               |              |                     |                     |                           |         |
| 57       | 20-01-1969 | Australian Open, Brisbane                | G. Chelem | NC $          | Gazon (ext.) | Rod Laver           | Andrés Gimeno       | 6-3, 6-4, 7-5             | Tableau |
| 58       | 19-01-1970 | Australian Open, Sydney                  | G. Chelem | NC $          | Gazon (ext.) | Arthur Ashe         | Dick Crealy         | 6-4, 9-7, 6-2             | Tableau |
| 59       | 07-03-1971 | Australian Open, Sydney                  | G. Chelem | NC $          | Gazon (ext.) | Ken Rosewall        | Arthur Ashe         | 6-1, 7-5, 6-3             | Tableau |
| 60       | 27-12-1971 | Australian Open, Melbourne               | G. Chelem | NC $          | Gazon (ext.) | Ken Rosewall        | Malcolm Anderson    | 7-6, 6-3, 7-5             | Tableau |
| 61       | 26-12-1972 | Australian Open, Melbourne               | G. Chelem | NC $          | Gazon (ext.) | John Newcombe       | Onny Parun          | 6-3, 6-7, 7-5, 6-1        | Tableau |
| 62       | 24-12-1973 | Australian Open, Melbourne               | G. Chelem | NC $          | Gazon (ext.) | Jimmy Connors       | Phil Dent           | 7-6, 6-4, 4-6, 6-3        | Tableau |
| 63       | 21-12-1974 | Australian Open, Melbourne               | G. Chelem | NC $          | Gazon (ext.) | John Newcombe       | Jimmy Connors       | 7-5, 3-6, 6-4, 7-5        | Tableau |
| 64       | 26-12-1975 | Australian Open, Melbourne               | G. Chelem | NC $          | Gazon (ext.) | Mark Edmondson      | John Newcombe       | 6-7, 6-3, 7-6, 6-1        | Tableau |
| 65       | 03-01-1977 | Marlboro Australian Open, Melbourne      | G. Chelem | NC $          | Gazon (ext.) | Roscoe Tanner       | Guillermo Vilas     | 6-3, 6-3, 6-3             | Tableau |
| 66       | 19-12-1977 | Australian Open, Melbourne               | G. Chelem | 50 000 $      | Gazon (ext.) | Vitas Gerulaitis    | John Lloyd          | 6-3, 7-6, 5-7, 3-6, 6-2   | Tableau |
| 67       | 25-12-1978 | Australian Open, Melbourne               | G. Chelem | 35 000 $      | Gazon (ext.) | Guillermo Vilas     | John Marks          | 6-4, 6-4, 3-6, 6-3        | Tableau |
| 68       | 24-12-1979 | Australian Open, Melbourne               | G. Chelem | 50 000 $      | Gazon (ext.) | Guillermo Vilas     | John Sadri          | 7-6, 6-3, 6-2             | Tableau |
| 69       | 24-11-1980 | Toyota Australian Open, Melbourne        | G. Chelem | 200 000 $     | Gazon (ext.) | Brian Teacher       | Kim Warwick         | 7-5, 7-6, 6-3             | Tableau |
| 70       | 30-11-1981 | Toyota Australian Open, Melbourne        | G. Chelem | 200 000 $     | Gazon (ext.) | Johan Kriek         | Steve Denton        | 6-2, 7-6, 6-7, 6-4        | Tableau |
| 71       | 02-12-1982 | Marlboro Australian Open, Melbourne      | G. Chelem | 350 000 $     | Gazon (ext.) | Johan Kriek         | Steve Denton        | 6-3, 6-3, 6-2             | Tableau |
| 72       | 28-11-1983 | Marlboro Australian Open, Melbourne      | G. Chelem | 500 000 $     | Gazon (ext.) | Mats Wilander       | Ivan Lendl          | 6-1, 6-4, 6-4             | Tableau |
| 73       | 26-11-1984 | Australian Open, Melbourne               | G. Chelem | 645 000 $     | Gazon (ext.) | Mats Wilander       | Kevin Curren        | 6-7, 6-4, 7-6, 6-2        | Tableau |
| 74       | 25-11-1985 | Australian Open, Melbourne               | G. Chelem | 645 000 $     | Gazon (ext.) | Stefan Edberg       | Mats Wilander       | 6-4, 6-3, 6-3             | Tableau |
| 75       | 12-01-1987 | Ford Australian Open, Melbourne          | G. Chelem | 695 161 $     | Gazon (ext.) | Stefan Edberg       | Pat Cash            | 6-3, 6-4, 3-6, 5-7, 6-3   | Tableau |
| 76       | 11-01-1988 | Ford Australian Open, Melbourne          | G. Chelem | 711 450 $     | Dur (ext.)   | Mats Wilander       | Pat Cash            | 6-3, 6-7, 3-6, 6-1, 8-6   | Tableau |
| 77       | 16-01-1989 | Ford Australian Open, Melbourne          | G. Chelem | 937 882 $     | Dur (ext.)   | Ivan Lendl          | Miloslav Mečíř      | 6-2, 6-2, 6-2             | Tableau |
| 78       | 15-01-1990 | Ford Australian Open, Melbourne          | G. Chelem | 1 220 160 $   | Dur (ext.)   | Ivan Lendl          | Stefan Edberg       | 4-6, 7-6, 5-2, ab.        | Tableau |
| 79       | 14-01-1991 | Ford Australian Open, Melbourne          | G. Chelem | 2 000 000 $   | Dur (ext.)   | Boris Becker        | Ivan Lendl          | 1-6, 6-4, 6-4, 6-4        | Tableau |
| 80       | 13-01-1992 | Ford Australian Open, Melbourne          | G. Chelem | 2 000 000 $   | Dur (ext.)   | Jim Courier         | Stefan Edberg       | 6-3, 3-6, 6-4, 6-2        | Tableau |
| 81       | 18-01-1993 | Ford Australian Open, Melbourne          | G. Chelem | 2 400 000 $   | Dur (ext.)   | Jim Courier         | Stefan Edberg       | 6-2, 6-1, 2-6, 7-5        | Tableau |
| 82       | 17-01-1994 | Ford Australian Open, Melbourne          | G. Chelem | 2 426 000 $   | Dur (ext.)   | Pete Sampras        | Todd Martin         | 7-6, 6-4, 6-4             | Tableau |
| 83       | 16-01-1995 | Ford Australian Open, Melbourne          | G. Chelem | 2 738 000 $   | Dur (ext.)   | Andre Agassi        | Pete Sampras        | 4-6, 6-1, 7-6, 6-4        | Tableau |
| 84       | 15-01-1996 | Ford Australian Open, Melbourne          | G. Chelem | 3 970 600 $   | Dur (ext.)   | Boris Becker        | Michael Chang       | 6-2, 6-4, 2-6, 6-4        | Tableau |
| 85       | 13-01-1997 | Ford Australian Open, Melbourne          | G. Chelem | 4 058 100 $   | Dur (ext.)   | Pete Sampras        | Carlos Moyà         | 6-2, 6-3, 6-3             | Tableau |
| 86       | 19-01-1998 | Australian Open, Melbourne               | G. Chelem | 4 058 100 $   | Dur (ext.)   | Petr Korda          | Marcelo Ríos        | 6-2, 6-3, 6-3             | Tableau |
| 87       | 18-01-1999 | Australian Open, Melbourne               | G. Chelem | 3 040 620 $   | Dur (ext.)   | Ievgueni Kafelnikov | Thomas Enqvist      | 4-6, 6-0, 6-3, 7-6        | Tableau |
| 88       | 17-01-2000 | Australian Open, Melbourne               | G. Chelem | 3 864 414 $   | Dur (ext.)   | Andre Agassi        | Ievgueni Kafelnikov | 3-6, 6-3, 6-2, 6-4        | Tableau |
| 89       | 15-01-2001 | Australian Open, Melbourne               | G. Chelem | 3 568 313 $   | Dur (ext.)   | Andre Agassi        | Arnaud Clément      | 6-4, 6-2, 6-2             | Tableau |
| 90       | 14-01-2002 | Australian Open, Melbourne               | G. Chelem | 3 927 210 $   | Dur (ext.)   | Thomas Johansson    | Marat Safin         | 3-6, 6-4, 6-4, 7-6        | Tableau |
| 91       | 13-01-2003 | Australian Open, Melbourne               | G. Chelem | 4 861 502 $   | Dur (ext.)   | Andre Agassi        | Rainer Schüttler    | 6-2, 6-2, 6-1             | Tableau |
| 92       | 19-01-2004 | Australian Open, Melbourne               | G. Chelem | 6 736 438 $   | Dur (ext.)   | Roger Federer       | Marat Safin         | 7-6, 6-4, 6-2             | Tableau |
| 93       | 17-01-2005 | Australian Open, Melbourne               | G. Chelem | 6 743 444 $   | Dur (ext.)   | Marat Safin         | Lleyton Hewitt      | 1-6, 6-3, 6-4, 6-4        | Tableau |
| 94       | 16-01-2006 | Australian Open, Melbourne               | G. Chelem | 6 784 589 $   | Dur (ext.)   | Roger Federer       | Márcos Baghdatís    | 5-7, 7-5, 6-0, 6-2        | Tableau |
| 95       | 15-01-2007 | Australian Open, Melbourne               | G. Chelem | 7 297 052 $   | Dur (ext.)   | Roger Federer       | Fernando González   | 7-62, 6-4, 6-4            | Tableau |
| 96       | 14-01-2008 | Australian Open, Melbourne               | G. Chelem | 9 609 870 A$  | Dur (ext.)   | Novak Djokovic      | Jo-Wilfried Tsonga  | 4-6, 6-4, 6-3, 7-62       | Tableau |
| 97       | 19-01-2009 | Australian Open, Melbourne               | G. Chelem | 10 712 240 A$ | Dur (ext.)   | Rafael Nadal        | Roger Federer       | 7-5, 3-6, 7-63, 3-6, 6-2  | Tableau |
| 98       | 18-01-2010 | Australian Open, Melbourne               | G. Chelem | 11 048 640 A$ | Dur (ext.)   | Roger Federer       | Andy Murray         | 6-3, 6-4, 7-611           | Tableau |
| 99       | 17-01-2011 | Australian Open, Melbourne               | G. Chelem | 11 414 950 A$ | Dur (ext.)   | Novak Djokovic      | Andy Murray         | 6-4, 6-2, 6-3             | Tableau |
| 100      | 16-01-2012 | Australian Open, Melbourne               | G. Chelem | 11 806 550 A$ | Dur (ext.)   | Novak Djokovic      | Rafael Nadal        | 5-7, 6-4, 6-2, 65-7, 7-5  | Tableau |
| 101      | 14-01-2013 | Australian Open, Melbourne               | G. Chelem | 13 803 160 A$ | Dur (ext.)   | Novak Djokovic      | Andy Murray         | 62-7, 7-63, 6-3, 6-2      | Tableau |
| 102      | 13-01-2014 | Australian Open, Melbourne               | G. Chelem | 14 982 200 A$ | Dur (ext.)   | Stanislas Wawrinka  | Rafael Nadal        | 6-3, 6-2, 3-6, 6-3        | Tableau |
| 103      | 19-01-2015 | Australian Open, Melbourne               | G. Chelem | 17 748 600 A$ | Dur (ext.)   | Novak Djokovic      | Andy Murray         | 7-65, 64-7, 6-3, 6-0      | Tableau |
| 104      | 18-01-2016 | Australian Open, Melbourne               | G. Chelem | 19 703 000 A$ | Dur (ext.)   | Novak Djokovic      | Andy Murray         | 6-1, 7-5, 7-63            | Tableau |
| 105      | 16-01-2017 | Australian Open, Melbourne               | G. Chelem | 22 624 000 A$ | Dur (ext.)   | Roger Federer       | Rafael Nadal        | 6-4, 3-6, 6-1, 3-6, 6-3   | Tableau |
| 106      | 15-01-2018 | Australian Open, Melbourne               | G. Chelem | 25 096 000 A$ | Dur (ext.)   | Roger Federer       | Marin Čilić         | 6-2, 65-7, 6-3, 3-6, 6-1  | Tableau |
| 107      | 14-01-2019 | Australian Open, Melbourne               | G. Chelem | 29 687 000 A$ | Dur (ext.)   | Novak Djokovic      | Rafael Nadal        | 6-3, 6-2, 6-3             | Tableau |
| 108      | 20-01-2020 | Australian Open, Melbourne               | G. Chelem | 32 505 000 A$ | Dur (ext.)   | Novak Djokovic      | Dominic Thiem       | 6-4, 4-6, 2-6, 6-3, 6-4   | Tableau |
| 109      | 08-02-2021 | Australian Open, Melbourne               | G. Chelem | 32 790 000 A$ | Dur (ext.)   | Novak Djokovic      | Daniil Medvedev     | 7-5, 6-2, 6-2             | Tableau |
| 110      | 17-01-2022 | Australian Open, Melbourne               | G. Chelem | 33 784 200 A$ | Dur (ext.)   | Rafael Nadal        | Daniil Medvedev     | 2-6, 65-7, 6-4, 6-4, 7-5  | Tableau |
| 111      | 16-01-2023 | Australian Open, Melbourne               | G. Chelem | 34 848 000 A$ | Dur (ext.)   | Novak Djokovic      | Stéfanos Tsitsipás  | 6-3, 7-64, 7-65           | Tableau |
| 112      | 14-01-2024 | Australian Open, Melbourne               | G. Chelem | 38 923 200 A$ | Dur (ext.)   | Jannik Sinner       | Daniil Medvedev     | 3-6, 3-6, 6-4, 6-4, 6-3   | Tableau |
| 113      | 12-01-2025 | Australian Open, Melbourne               | G. Chelem | 43 250 000 A$ | Dur (ext.)   | Jannik Sinner       | Alexander Zverev    | 6-3, 7-64, 6-3            | Tableau |